# Konoa granulata
Konoa granulata là một loài bọ cánh cứng trong họ Cerambycidae.